# 新字體與簡化字的差異
新字體與簡化字的差異指的是日文的新字体和中文的简化字之间的差异。

## 中日两种简化间的差异
下面列出了旧字体、新字体与其对应的汉字对照。
在以下列表中，字符按日本汉字的部首排序。旧字体-汉字列表中没有中文对照字的日本国字的和未列入其中。
请注意，字在日本被简化前的三种传统字体分别是、和。
- 两种语言中都没有简化

（以下字体既是日文又是中文）

-{
一 丁 下 三 不 天 五 民 正 平 可 再 百 否 武 夏 中 内 出 本 世 申 由 史 冊 央 向 曲 印 州 表 果 半 必 永 求 九 丸 千 久 少 夫 午 失 末 未 包 年 危 后 兵 我 束 卵 承 垂 刷 重 省 看 勉 七 乳 才 予 事 二 元 亡 六 主 市 交 忘 夜 育 京 卒 商 率 就 人 化 今 仁 付 代 仕 他 令 以 合 全 任 休 件 仲 作 何 位 住 余 低 似 命 使 念 例 供 信 保 便 値 修 借 候 倍 俳 俵 健 停 働 像 先 入 八 分 公 共 弟 並 典 前 益 善 尊 同 周 次 兆 冷 弱 刀 切 別 判 制 券 刻 副 割 力 加 助 努 勇 勤 句 北 疑 十 古 孝 直 南 真 裁 博 上 反 灰 厚 原 台 能 友 収 口 司 右 兄 吸 告 君 味 呼 品 唱 器 四 回 因 困 固 土 去 地 在 寺 均 志 坂 幸 型 城 基 域 喜 境 士 冬 各 夕 外 名 多 大 太 奏 女 好 始 妻 姉 妹 姿 子 存 安 字 守 宅 宇 完 定 官 宙 宗 室 客 宣 家 害 案 容 宮 寄 密 宿 寒 富 察 寸 小 光 常 堂 尺 局 居 屋 展 山 岸 岩 炭 川 工 左 功 己 改 布 希 干 刊 幼 序 店 底 府 度 座 席 庭 康 延 建 式 弓 引 強 形 役 往 径 待 律 徒 得 街 心 快 性 忠 急 恩 情 感 想 成 戸 所 手 打 投 折 技 批 招 持 指 拾 接 推 探 授 提 操 支 政 故 教 救 散 敬 文 新 方 放 旅 族 旗 日 早 明 易 昔 春 星 昨 映 昭 最 量 景 晴 暗 暖 暴 曜 月 木 札 材 村 板 林 松 枚 枝 相 査 染 柱 格 校 根 株 械 植 棒 森 模 歌 止 整 死 列 段 母 毒 比 毛 氏 水 池 汽 法 治 波 油 注 河 泣 沿 泳 洋 活 派 洗 流 消 酒 浴 深 混 清 液 港 測 湖 源 演 潮 激 火 然 照 熟 燃 受 父 片 版 牛 物 牧 特 犬 犯 王 玉 班 理 球 望 生 用 田 男 町 思 界 胃 留 略 病 痛 登 白 的 皇 泉 皮 皿 盛 盟 目 具 眼 矢 知 短 石 砂 破 磁 示 祭 禁 利 私 和 委 季 科 秋 秒 移 税 程 穴 究 空 立 童 竹 笑 第 笛 等 答 策 筋 算 管 箱 米 料 粉 精 糖 素 置 罪 羊 美 差 着 群 羽 翌 老 考 耕 耳 取 有 肉 服 肥 背 肺 胸 期 朝 腹 臣 自 息 至 舌 航 船 良 色 花 苦 若 英 芽 草 茶 荷 菜 落 幕 墓 蒸 暮 血 行 衣 初 西 要 票 角 解 言 警 谷 欲 豆 象 赤 走 起 足 路 身 射 返 近 述 送 追 退 逆 迷 通 速 造 道 郡 部 配 酸 番 里 野 防 限 院 降 除 陛 障 集 雨 雪 青 非 悲 面 革 音 章 意 食 首 骨 高 }-
- 两种语言都有相同的简化

（格式：旧字体/传统中文-新字体/简体中文）
{{lang|ja|
-{萬-万, 畫-画, 晝-昼, 蠶-蚕, 舊-旧, 爭-争, 來-来, 變-変, 寫-写, 區-区, 醫-医, 點-点, 辨/瓣/辯-弁, 參-参, 號-号, 國-国, 聲-声, 條-条,
學-学, 寶-宝, 當-当, 黨-党, 屆-届, 屬-属, 廳-庁, 擔-担, 數-数, 斷-断, 晚-晩, 暑-暑, 梅-梅,橫-横, 缺-欠, 步-歩, 殘-残, 每-毎, 海-海, 
淺-浅, 溫-温, 燈-灯, 狀-状, 將-将, 獨-独, 硏-研, 禮-礼, 社-社, 神-神, 祖-祖, 祝-祝, 福-福, 祕-秘,窗-窓, 署-署, 者-者, 朗-朗, 亂-乱, 辭-辞,
蟲-虫, 都-都, 靜-静, 麥-麦, 黃-黄, 會-会, 體-体, 裝-装}-}}
大约有30％的简体中文字体与日本的新字体完全相同。
- 仅在日本简化

（格式：旧字体/传统字/简化字-新字体）
-{
}-
- 仅在中国简化

（格式：旧字体/传统字/新字体-简化字）
{{lang|ja|
-{業-业, 東-东, 島-岛, 劇-剧, 願-愿, 裏-里, 係-系, 個-个, 倉-仓, 側-侧, 備-备, 傷-伤, 億-亿, 優-优, 貧-贫, 興-兴, 軍-军, 創-创, 動-动, 勢-势, 協-协, 
準-准, 幹-干, 員-员, 鳴-鸣, 園-园, 場-场, 報-报, 執-执, 奮-奋, 婦-妇, 孫-孙, 憲-宪, 導-导, 層-层, 災-灾, 順-顺, 帳-帐, 庫-库, 張-张, 後-后, 術-术, 復-复, 衛/衞-卫, 態-态, 慣-惯, 採-采, 捨-舍, 揮-挥, 損-损, 漢-汉, 敵-敌, 時-时, 題-题, 極-极, 構-构, 標-标, 機-机, 樹-树, 橋-桥, 決-决, 減-减, 
測-测, 湯-汤, 漁-渔, 潔-洁, 無-无, 熱-热, 愛-爱, 現-现, 節-节, 聖-圣, 穀-谷, 異-异, 務-务, 確-确, 種-种, 積-积, 殺-杀 , 競-竞, 筆-笔, 築-筑, 簡-简, 約-约, 級-级, 
紅-红, 紀-纪, 紙-纸, 納-纳, 純-纯, 組-组, 終-终, 細-细, 結-结, 給-给, 統-统, 絹-绢, 綿-绵, 線/綫-缐/线, 網-网, 緯-纬, 編-编, 縮-缩, 績-绩, 織-织, 買-买, 
義-义, 養-养, 習-习, 職-职, 書-书, 脈-脉, 勝-胜, 腸-肠, 臨-临, 葉-叶, 夢-梦, 眾/衆-众, 補-补, 製-制, 複-复, 見-见, 規-规, 親-亲, 計-计, 記-记, 
討-讨, 訓-训, 設-设, 許-许, 訪-访, 評-评, 詞-词, 話-话, 試-试, 詩-诗, 誠-诚, 語-语, 認-认, 誤-误, 誌-志, 調-调, 論-论, 談-谈, 課-课, 誕-诞, 
講-讲, 謝-谢, 識-识, 議-议, 護-护, 頭-头, 貝-贝, 負-负, 則-则, 財-财, 敗-败, 責-责, 貨-货, 費-费, 貸-贷, 視-视, 貴-贵, 貯-贮, 賀-贺, 貿-贸, 資-资, 賃-赁, 
質-质, 車-车, 輪-轮, 輸-输, 農-农, 連-连, 進-进, 週-周, 過-过, 運-运, 達-达, 遊-游, 遠-远, 適-适, 選-选, 遺-遗, 郵-邮, 針-针, 銀-银, 銅-铜, 鋼-钢, 
鏡-镜, 長-长, 門-门, 問-问, 閉-闭, 間-间, 開-开, 聞-闻, 閣-阁, 陸-陆, 隊-队, 階-阶, 陽-阳, 際-际, 難-难, 雲-云, 電-电, 頂-顶, 類-类, 預-预, 領-领, 額-额, 
風-风, 飛-飞, 飲-饮, 飯-饭, 飼-饲, 館-馆, 馬-马, 魚-鱼, 鳥-鸟}- }}
请注意，这些并非中华人民共和国所有的简化字体。
- 两种语言的不同简化

（格式：旧字体/传统字 - 简化字 - 新字体）
{{lang|ja|
-{兩-两-両, 惡-恶-悪, 單-单-単, 嚴-严-厳, 傳-传-伝, 價-价-価, 兒-儿-児, 圓-圆-円, 勞-劳-労, 壓-压-圧, 營-营-営,
團-团-団, 圖-图-図, 圍-围-囲, 賣-卖-売, 鹽-盐-塩, 處-处-処, 據-据-拠, 實-实-実, 專-专-専, 縣-县-県, 廣-广-広, 應-应-応, 歸-归-帰,
戰-战-戦, 擴-扩-拡, 擧-举-挙, 從-从-従, 戲-戏-戯, 對-对-対, 榮-荣-栄, 櫻-樱-桜, 檢-检-検, 樂-乐-楽, 樣-样-様, 權-权-権, 產-产-産, 氣-气-気,
濟-济-済, 齋-斋-斎, 滿-满-満, 帶-带-帯, 殼-壳-殻, 歷-历-歴, 曆-历-暦, 莊-庄-荘, 歲-岁-歳, 肅-肃-粛, 龍-龙-竜, 龜-龟-亀, 靈-灵-霊, 麵-面-麺, 燒-烧-焼, 發-发-発, 顯-显-顕, 絲-丝-糸, 經-经-経, 髮-发-髪, 繪-绘-絵, 續-续-続, 總-总-総, 練-练-練, 
綠-绿-緑, 緣-缘-縁, 繩-绳-縄, 絕-绝-絶, 繼-继-継, 縱-纵-縦, 纖-纤-繊, 腦-脑-脳, 臟-脏-臓, 著-着-著, 藥-药-薬, 覺-觉-覚, 覽-览-覧, 頰-颊-頬, 觀-观-観, 譯-译-訳, 證-证-証, 讀-读-読, 說-说-説, 讓-让-譲, 豐-丰-豊, 贊-赞-賛,
轉-转-転, 輕-轻-軽, 邊-边-辺, 遞-递-逓, 遲-迟-遅, 鄕-乡-郷, 鐵-铁-鉄, 鑛/礦-矿-鉱, 錢-钱-銭, 鑒-鉴-鑑, 銳-锐-鋭, 錄-录-録,  鑄-铸-鋳, 鍊-炼-錬, 關-关-関, 險-险-険,  隱-隐-隠, 雜-杂-雑, 顏-颜-顔, 驛-驿-駅, 驅-驱-駆, 驗-验-験, 齒-齿-歯}- }}